# Hotel Campo Imperatore

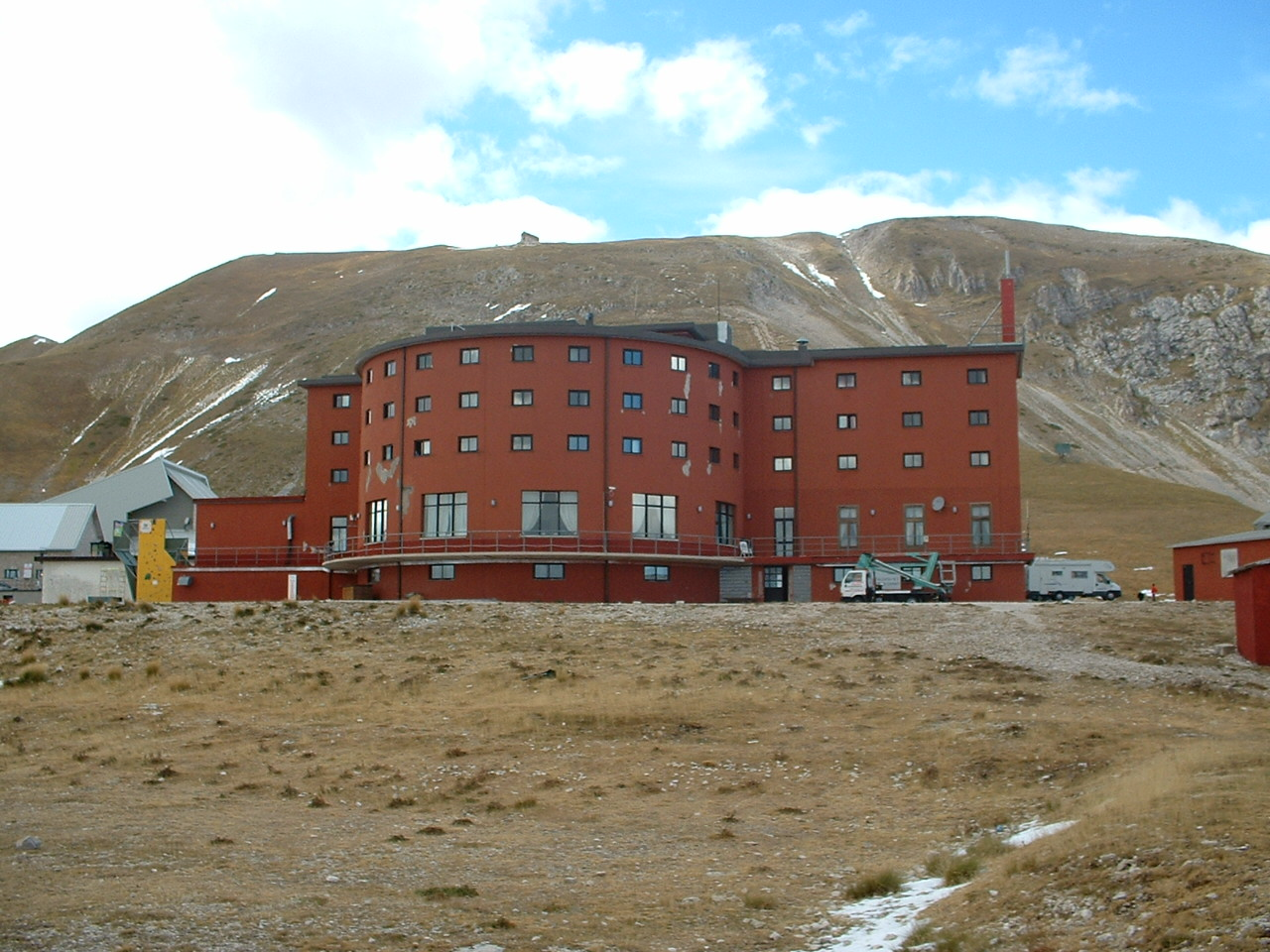
Hotel Campo Imperatore

Das Hotel Campo Imperatore, auch „Albergo di Campo Imperatore“ genannt, ist ein Hotel in der italienischen Provinz L’Aquila in 2130 m Höhe auf der Hochebene des Campo Imperatore im Massiv des Gran Sasso d’Italia. In dem Hotel wurde Benito Mussolini nach seinem Sturz als Regierungschef am 25. Juli 1943 gefangen gehalten. Eine deutsche Kommandoeinheit befreite ihn wenig später in einer Aufsehen erregenden Aktion und flog ihn nach Deutschland. Das Hotel hat derzeit seinen Betrieb eingestellt.

## Beschreibung
Zu Beginn der 1930er Jahre beschloss die italienische Regierung Fördermaßnahmen zugunsten der strukturschwachen Region der Provinz L’Aquila mit dem Gran-Sasso-Gebirge. Zum Ausbau des Tourismus wurde der Campo Imperatore durch eine Seilbahn erschlossen, die von der Talstation in Forte Cerretto einen Höhenunterschied von ca. 1000 m überwindet. Rings um die Bergstation wurde ein Skigebiet errichtet und es wurde das für damalige Verhältnisse moderne Hotel Campo Imperatore gebaut. Architekt war Vittorio Bonadè Bottino. Das Gebäude hat fünf Geschosse, ursprünglich 45 Zimmer, ein Panoramarestaurant, eine Bar und einen Swimmingpool. Eine Stichstraße, die von der SR17 abzweigt, führt bergan zum Hotel, sie ist jedoch im Winter gesperrt. Das Hotel ist seit einiger Zeit geschlossen und soll renoviert werden.

## Geschichte
Ursprünglich hieß das Hotel Albergo Amedeo di Savoia Duca d’Aosta.

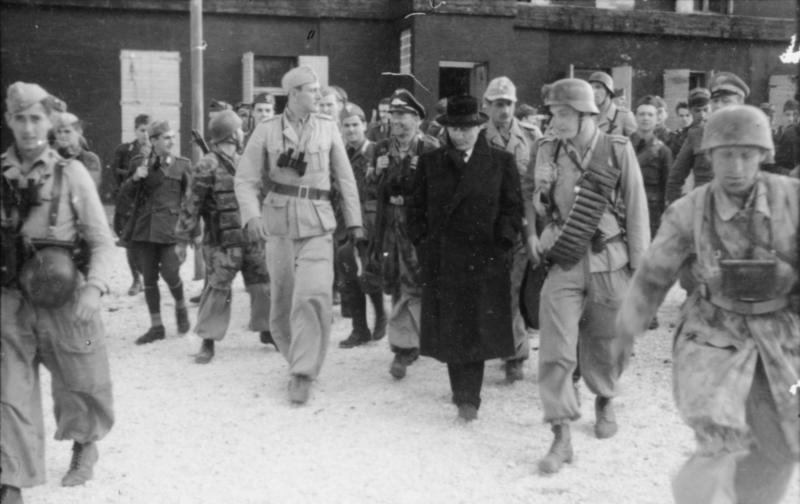
Mussolini und Skorzeny auf dem Weg vom Hotel zum Flugzeug (12. September 1943)

Benito Mussolini wurde am 25. Juli 1943 durch den Faschistischen Großrat der Partei entmachtet. König Viktor Emanuel III. ließ ihn daraufhin verhaften und beauftragte Pietro Badoglio mit der neuen Regierung. Auf Geheiß von Badoglio wurde Mussolini am 28. August 1943 in das abgelegene Hotel Campo Imperatore verlegt und dort rund um die Uhr bewacht. Adolf Hitler ordnete eine Befreiungsaktion an. Sie wurde unter dem Decknamen Unternehmen Eiche am 12. September 1943 unter der Führung des SS-Obersturmbannführers Otto Skorzeny erfolgreich durchgeführt. Mit Hilfe von Lastenseglern erreichte die Kommandoeinheit das Zielgebiet. Die Wachmannschaft leistete nur geringen Widerstand. Mussolini wurde unverletzt befreit und mit Hilfe eines Kleinflugzeuges, der Fieseler Storch, ausgeflogen. Später wurde in dem Hotel in Zimmer 220, das angeblich das Zimmer von Mussolini war, ein kleines Museum errichtet. Im Flur erinnert eine Marmortafel an die Verbannung. Ende Oktober 2023 erlitt das Dach Sturmschäden; die Reparaturkosten wurden auf mehr als 66.000 Euro geschätzt.